# Błękitny grom

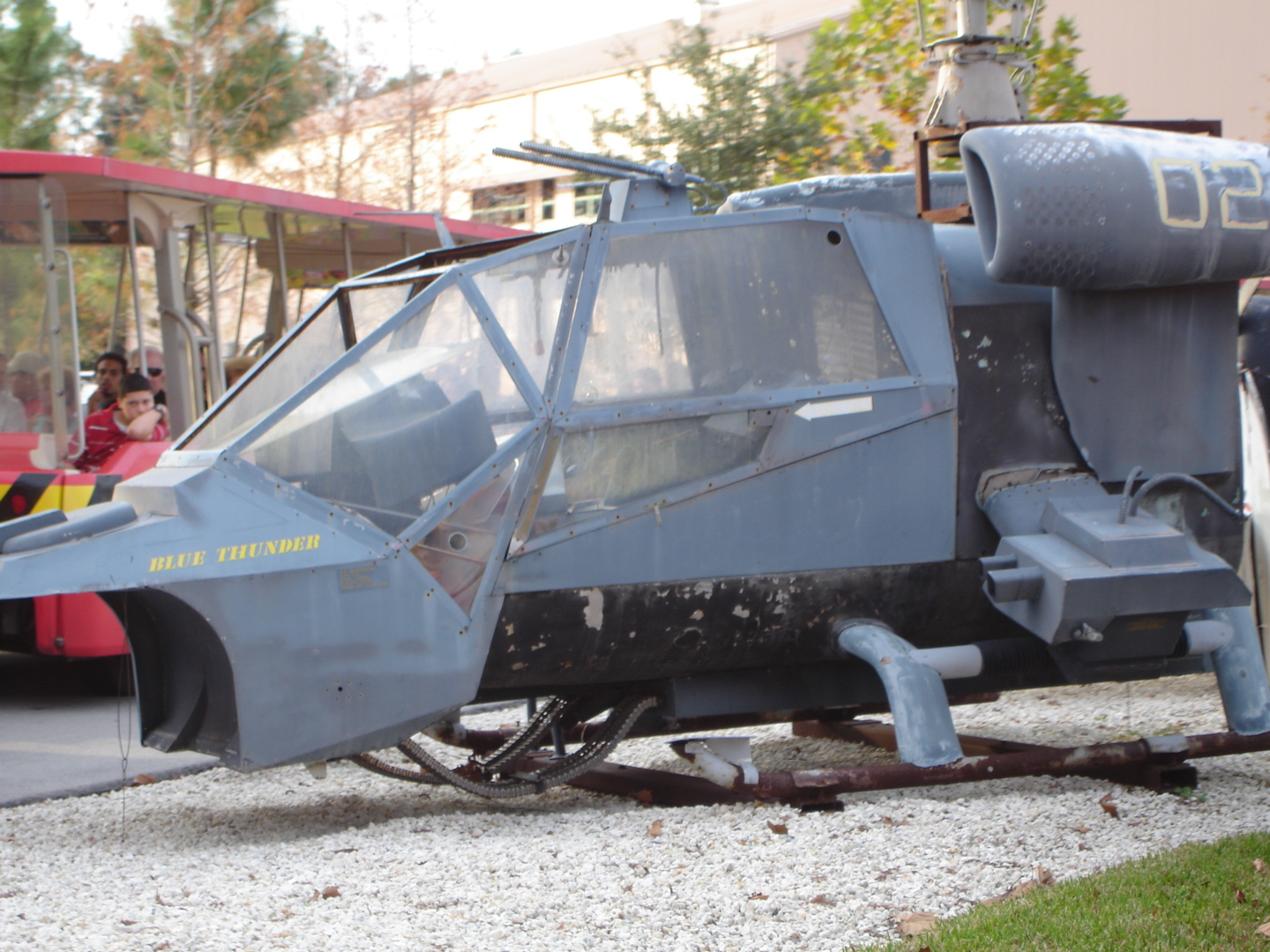
Błękitny Grom – kokpit helikoptera – rekwizyt wykorzystany w filmie

Błękitny grom (tytuł oryginalny Blue Thunder) – sensacyjny film fabularny z 1983 roku. W roku 2006 został ulepszony, poprawiony i w udoskonalonej wersji wydany przez Warner Bros. na płytach DVD.

## Opis fabuły
Tytułowy „Blue Thunder” to nowoczesny helikopter policyjny. Pilotujący go Frank Murphy zaczyna jednak snuć podejrzenia co do faktycznych celów, dla których go stworzono.

## Obsada
- Roy Scheider – Frank Murphy
- Malcolm McDowell – Cochrane
- Warren Oates – kpt. Jack Braddock
- Candy Clark – Kate
- Daniel Stern – Richard Lymangood
- James Read – policjant

## Nagrody i nominacje
Oscary za rok 1983
- Najlepszy montaż - Edward M. Abroms, Frank Morriss (nominacja)

Nagrody Saturn 1983
- Najlepsza aktorka drugoplanowa - Candy Clark
- Najlepszy film SF (nominacja)
- Najlepszy aktor - Roy Scheider (nominacja)